# ARAKO
ARAKO: Arbejdernes Radio Kooperation var en dansk radiofabrik, der blev stiftet af arbejderbevægelsen i 1932. Oprindelig havde man importeret radioer og sat et ARAKO-skilt på. I 1932 etablerede man den første radioforretning. Produktionen foregik til at begynde med i kælderen. Fabrikken producerede også højttaleranlæg og -vogne. Primært fremstillede man gode og billige radioer til arbejdere, men en enkelt 8-lampers luksusmodel blev det også til. Den var ikke nogen stor succes, der blev produceret ca. 250 stk. Fra 1953 producerede man en FM-forsats, der kunne eftermonteres i ældre radioer tilbage til 1944. Året efter kunne alle nye modeller leveres med FM. Fabrikken producerede ikke fjernsyn, det ville man ikke satse på. I stedet forhandlede man andre fabrikkers fjernsyn. I 1956 overtog Hovedstadens Brugsforening fabrikken, der dog lukkede 2 år senere. ARAKOs serviceafdeling fortsatte frem til 1992.